# Nia Jax
Savelina Fanene, meglio conosciuta con il ring name Nia Jax (Sydney, 29 maggio 1984), è una wrestler statunitense sotto contratto con la WWE.
In carriera ha detenuto due volte il WWE Women's Championship e due volte il WWE Women's Tag Team Championship insieme a Shayna Baszler.

## Biografia
Savelina Fanene è nata a Sydney (Australia), ma è cresciuta ad Honolulu Hawaii, e poi in California, a Carlsbad.
È la cugina dell'attore e wrestler Dwayne "The Rock" Johnson.
Notata da un agente, fin dai tempi delle superiori ha lavorato come modella oversize rappresentata dall'agenzia Wilhelmina Models. Con borse di studio per meriti sportivi, ha studiato Marketing al Palomar College di San Diego, per poi trasferirsi alla California State University di San Marcos, dove si è laureata nel 2005.

## Carriera

### WWE (2015–2021)

#### NXT(2015–2016)
Fanene ha firmato con la WWE nella prima metà del 2014 ed è stata assegnata al territorio di sviluppo, NXT. Ha fatto il suo debutto il 7 maggio 2015 durante un house show di NXT come Zada e lottò in coppia con Devin Taylor nello sconfiggere Bayley e Carmella. Successivamente nell'agosto 2015 ha cambiato nome in Nia Jax.
Debutta da heel ad NXT il 14 ottobre sconfiggendo la jobber Evie. Il 16 dicembre, a NXT TakeOver: London, viene sconfitta dalla campionessa Bayley, fallendo l'assalto all'NXT Women's Championship. Nella puntata di NXT del 27 gennaio 2016 è tornata ad NXT dopo un periodo di inattività a seguito di un infortunio (kayfabe) sconfiggendo facilmente Liv Morgan. Il 18 25 maggio sconfigge Alexa Bliss e Carmella in un Triple Threat match, diventando la sfidante all'NXT Women's Championship di Asuka. L'8 giugno a NXT TakeOver: The End affronta Asuka per il titolo, ma viene sconfitta. Il rematch tra le due del 28 dicembre, dove viene nuovamente sconfitta dalla giapponese, risulta essere la sua ultima apparizione nello show prima del passaggio al main roster.

#### Striscia di imbattibilità (2016–2017)
Con la Draft Lottery avvenuta nella puntata di SmackDown del 19 luglio, Nia Jax viene promossa nel roster principale essegnata a Raw. Debutta a Raw il 25 luglio, sconfiggendo in pochi secondi Britt Baker, una jobber locale, stabilendosi come heel. Inizia quindi una striscia di imbattibilità sconfiggendo altri jobber. In settembre ha il primo feud di rilievo con Alicia Fox, che sfocia in un match terminato in no contest il 12 settembre a Raw. Nel rematch che ha luogo nel pre-show di Clash of Champions, Jax risultò vincitrice. Il 20 novembre alle Survivor Series, viene inserita nel Team Raw ma viene eliminata da Becky Lynch.
Successivamente, Nia Jax inizia un feud con Sasha Banks, che infortuna come parte della storyline. Il 3 aprile a WrestleMania 33 partecipa al fatal four-way elimination match che include anche Banks, Bayley e Charlotte Flair con in palio il Raw Women's Championship, ma viene eliminata per prima. Il 19 novembre a Survivor Series, partecipa ancora come membro del Team Raw ma viene eliminata per conteggio fuori dal ring.

#### Raw Women's Champion (2017–2018)
A marzo effettua un turn face dopo essere stata insultata e tradita dall'amica Alexa Bliss, che la critica per la sua grassezza e si prende gioco di lei. Questo porta a un match tra le due a WrestleMania 34, dove Jax vince il Raw Women's Championship. In seguito inizia una faida con Ronda Rousey. Durante il feud, Jax torna brevemente alla sua attitudine heel. Al ppv Money in the Bank del 17 giugno, perde la cintura in favore di Alexa Bliss, che interferendo nel match attacca sia Jax sia Rousey, incassando la valigetta del Money in the Bank. Un mese dopo, Nia Jax invoca la clausola del rematch ma viene sconfitta da Bliss all'evento Extreme Rules.

#### Varie faide (2018–2020)
Dopo una breve pausa dovuta a un piccolo infortunio, torna il 17 settembre a Raw come partner misteriosa di tag team di Ember Moon, insieme alla quale sconfigge Alicia Fox e Mickie James. Il 28 ottobre al pay-per-view Evolution, Jax elimina Moon e vinse una battle royal ottenendo una title shot futura al titolo. Il 5 novembre s Raw, dopo aver sconfitto Ember Moon, Jax torna tra le file degli heel alleandosi con Tamina formando il tag tam The Samoan Slaughterhouse.
Il 27 gennaio 2019 alla Royal Rumble, entra sul ring con il numero 29 e resiste per undici minuti prima di essere eliminata da Becky Lynch. Quella stessa sera, diventa la prima wrestler ad avere partecipato a due Royal Rumble match nello stesso giorno quando prende parte anche alla versione maschile della rissa reale (quarta donna in assoluto a prendervi parte) "rubando" il numero 30 di R-Truth. Dopo aver eliminato Mustafa Ali, viene eliminata da Rey Mysterio.

#### Alleanza con Shayna Baszler (2020–2021)
Nella puntata di Raw del 6 aprile 2020, Nia Jax è ritornata dopo un anno di assenza sconfiggendo Deonna Purrazzo. Il 14 giugno a Backlash, affronta Asuka per il Raw Women's Championship, ma l'incontro termina in double count-out. Nella puntata di Raw del 15 giugno, lotta nuovamente contro Asuka per il Raw Women's Championship, ma viene sconfitta in seguito ad un conteggio veloce dell'arbitro, dopo che Jax lo aveva spintonato.
Dopo alcuni screzi, Nia Jax e Shayna Baszler si ritrovano a lottare in coppia a Payback dove l'improbabile tag team sconfigge Sasha Banks e Bayley vincendo il WWE Women's Tag Team Championship. Durante il loro regno titolato, le due si accaniscono su Lana schiantandola sul tavolo dei commentatori per diverse settimane consecutive. Asuka accorre in aiuto di Lana e il fatto sfocia in un match tra le due coppie a TLC: Tables, Ladders & Chairs con in palio il titolo Tag Team. Bayszler & Jax, tuttavia, continuano a perseguitare Lana e alla fine le causano un infortunio, rendendola inabile al match titolato. Al pay-per-view, Charlotte Flair viene annunciata come sostituta di Lana, e insieme ad Asuka sconfigge Baszler e Jax conquistando il Women's Tag Team Championship. Il 31 gennaio le due riconquistano le cinture battendo Charlotte & Asuka nel kickoff del ppv Royal Rumble grazie alle interferenze di Lacey Evans e Ric Flair.
Il 5 novembre 2021 fu licenziata insieme a numerosi altri colleghi.

### Ritorno in WWE (2023–presente)
Il 28 gennaio, alla Royal Rumble, fece il suo ritorno durante l'omonimo incontro femminile entrando col numero 30 e venendo eliminata dopo appena due minuti da undici altre atlete.
Tornò inaspettatamente nella puntata di Raw dell'11 settembre interferendo nel match tra Rhea Ripley e Raquel Rodriguez valevole per il Women's World Championship (di Ripley) causando la sconfitta di Rodriguez; a match concluso, tuttavia, attaccò brutalmente anche Ripley. Il 4 novembre, a Crown Jewel, prese parte ad un fatal 5-way match valevole per il Women's World Championship di Rhea Ripley che comprendeva anche Raquel Rodriguez, Shayna Baszler e Zoey Stark ma a vincere fu Ripley. Due giorni dopo, a Raw, prese parte ad una battle royal per determinare la nuova sfidante di Rhea Ripley per il Women's World Championship ma venne eliminata da Raquel Rodriguez, Shayna Baszler e Zoey Stark.
Il 27 gennaio, a Royal Rumble, partecipò all'omonimo incontro entrando col numero 19 ma venne eliminata da Jade Cargill dopo aver effettuato otto eliminazioni. Il 24 febbraio, ad Elimination Chamber: Perth, affrontò Rhea Ripley per il Women's World Championship ma venne sconfitta.
Tramite il Draft 2024 passò a SmackDown. Prese parte al Queen's Crown Tournament sconfiggendo, al primo turno Naomi, ai quarti di finale Jade Cargill, in semifinale Bianca Belair e in finale a King & Queen of the Ring ha battuto Lyra Valkyria. Grazie alla vittoria del Queen of the Ring ottenne a SummerSlam un mach titolato per il WWE Women's Championship di Bayley, dove grazie al interferenza di Tiffany Stratton riuscì a vincere la cintura. Il 5 ottobre a Bad Blood ha difeso con successo la cintura contro Bayley, grazie ancora a una interferenza della Stratton. A Crown Jewel, perse un mach per il WWE Women's Crown Jewel Championship contro, Liv Morgan. Nella puntata di SmackDown del 15 novembre ha difeso il titolo contro Naomi grazie anche alle interferenze di Stratton e Candice LeRae.

## Personaggio

### Mosse finali
- Leg drop
- Pop-up samoan drop
- Annihilator (Corner slingshot seated senton) – dal 2023

### Soprannomi
- "Facebreaker"
- "Hybrid Athlete"
- "Irresistible Force"

## Titoli e riconoscimenti
- Pro Wrestling Illustrated
  - Rookie of the Year (2016)
  - 8ª tra le 100 migliori wrestler femminili nella PWI Women's 100 (2018)
  - 30ª tra le 150 migliori wrestler femminili nella PWI Women's 150 (2021)

- Rolling Stone
  - Most Overdue Yet-to-Be Title Holder of the Year (2017)

- Sports Illustrated
  - 12ª tra le 30 migliori wrestler femminili dell'anno (2018)

- WWE
  - WWE Women's Championship (2)
  - WWE Women's Tag Team Championship (2) – con Shayna Baszler
  - Queen of the Ring (edizione 2024)[49]